# Funcție injectivă

În această diagramă, componentele funcției pot fi listate astfel : 1D, 2B, 3A, C

O funcție {\displaystyle f:A\rightarrow B} se numește injectivă dacă oricare ar fi {\displaystyle x_{1},x_{2}\in A} două elemente {\displaystyle x_{1}\neq x_{2}} diferite din domeniul de definiție atunci imaginile acestor elemente prin funcție sunt și ele diferite {\displaystyle f(x_{1})\neq f(x_{2})}.
O metodă de a stabili dacă o funcție este injectivă este testul liniei orizontale.

## Definiție combinatorică
O funcție {\displaystyle f:A\rightarrow B} se numește funcție injectivă (sau, simplu, injecție) dacă orice element din B este imaginea prin f a cel mult unui element din A.
În teoria speciilor, această definiție se scrie:
{\displaystyle \operatorname {Inj} (X,Y)=\operatorname {Ens} (X.Y+Y)}
Pentru a afla direct din definiție numărul de funcții injective se trece la funcția generatoare exponențială:
{\displaystyle \operatorname {Inj} (x,y)=\exp(x.y+y)} ceea ce conduce la Șirul A008279 la Enciclopedia electronică a șirurilor de numere întregi (OEIS)